# مران شامل
المُران الشامل (باللاتينية: Fraxinus uhdei) نوع نباتي ينتمي إلى جنس المُران من الفصيلة الزيتونية.
موطنه المكسيك وغواتيمالا.